# Longmont
Longmont è un comune degli Stati Uniti d'America, nella Contea di Boulder, nello Stato del Colorado. Ha una popolazione di 71.093 abitanti.